# Francesco Piemontesi

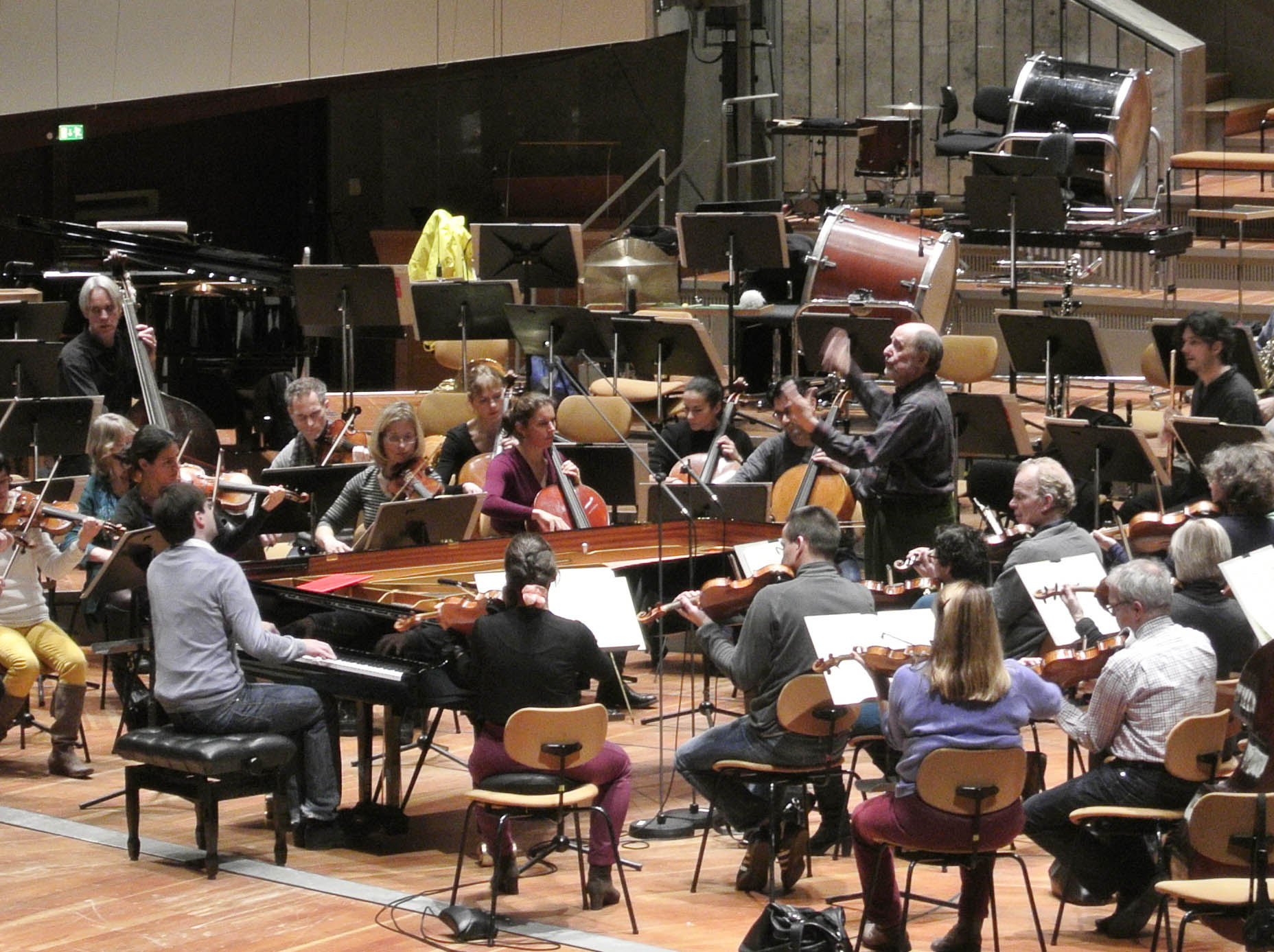
Francesco Piemontesi en Roger Norrington in 2013 tijdens een repetitie met het Deutsches Symphonie-Orchester Berlin in de Berliner Philharmonie

Francesco Piemontesi (Locarno, 7 juli 1983) is een Zwitsers pianist.

## Carrière
Piemontesi studeerde bij Arie Vardie aan het Hochschule für Musik und Theater Hannover en volgde later lessen bij Murray Perahia, Cécile Ousset en Alexis Weissenberg. Ook Alfred Brendel was een belangrijk mentor. In 2007 was hij derde laureaat van de Koningin Elisabethwedstrijd voor piano. Van 2009 tot 2011 behoorde hij tot het BBC New Generation Artist-rooster voor jong muziektalent van de BBC.
Als solist heeft Piemontesi gaven concerten met de London Philharmonic Orchestra, het BBC Symphony Orchestra, het Symphonieorchester des Bayerischen Rundfunks, het City of Birmingham Symphony Orchestra, het Cleveland Orchestra, het NHK Symphony Orchestra, het Gewandhausorchester Leipzig, het Orchestre Philharmonique de Radio France het Rundfunk-Sinfonieorchester Berlin en het Deutsches Symphonie-Orchester Berlin. Hij heeft samengewerkt met de dirigenten Zubin Mehta, Roger Norrington, Charles Dutoit, Jiří Bělohlávek, Stanisław Skrowaczewski, Vladimir Ashkenazy, Marek Janowski, Andrew Manze en Michail Pletnev. Als kamermusicus speelt hij graag met Jörg Widmann, Renaud en Gautier Capuçon en het Emerson Kwartet.
Hij werd in 2012 artistiek directeur van de Settimane Musicali di Ascona.

## Discografie
- Debussy: Préludes, Naïve Records, 2015
- Mozart: Pianowerken, Naïve Records, 2014
- Schumann | Dvorak: Pianoconcerten, BBC Symphony Orchestra, Jiří Bělohlávek, Naïve Records 2013
- Recital: Werken van Händel, Brahms, Bach, Liszt, Avanti classics 2010
- Schumann: Pianowerken, Claves 2009